# Pseudochromis nigrovittatus
Pseudochromis nigrovittatus, thường được gọi là cá đạm bì sọc đen, là một loài cá biển thuộc chi Pseudochromis trong họ Cá đạm bì. Loài này được mô tả lần đầu tiên vào năm 1897.

## Phân bố và môi trường sống
P. nigrovittatus phân bố ở phía tây Ấn Độ Dương, được tìm thấy từ bờ biển Makran và từ vịnh Ba Tư đến vịnh Oman, xung quanh bán đảo Ả Rập, về phía bắc đến vùng biển nam Biển Đỏ và phía nam đến quần đảo Socotra. P. nigrovittatus thường sống xung quanh những khu vực có nhiều rạn san hô hoặc những mỏm đá ngầm trong các hồ thủy triều ở độ sâu khoảng 15 m trở lại.

## Mô tả
P. nigrovittatus trưởng thành dài khoảng 9 cm. Lưng của P. nigrovittatus có màu nâu xám, bụng màu trắng, được ngăn cách bởi một dải sọc màu nâu đen kéo dài từ môi trên, băng qua mắt, đến vây đuôi. Nửa thân trước thường có vài chấm li ti màu xanh biển. Nắp mang có đốm lam viền vàng. Đuôi thi thoảng có màu vàng.
Số gai ở vây lưng: 3; Số vây tia mềm ở vây lưng: 26 - 28; Số gai ở vây hậu môn: 3; Số vây tia mềm ở vây hậu môn: 15 - 17; Số vây tia mềm ở vây ngực: 16 - 19.
Thức ăn của P. nigrovittatus có lẽ là rong tảo và các sinh vật phù du nhỏ. Thường sống đơn độc hoặc thành đôi vào mùa sinh sản. Đôi khi chúng có thể trú ẩn giữa các gai của nhím biển Diadema. Không rõ P. nigrovittatus có được đánh bắt để phục vụ cho ngành thương mại cá cảnh hay không.